# Islandzki szpic pasterski

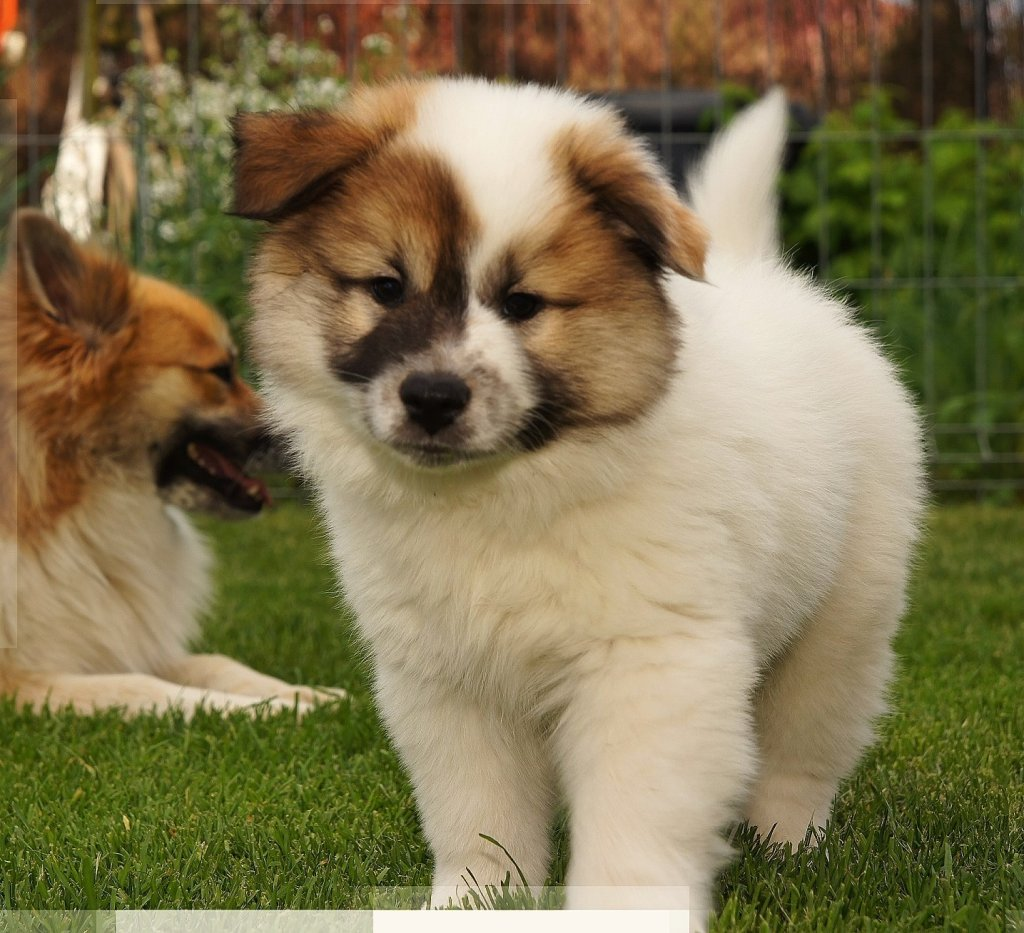
Szczenię psa islandzkiego

Islandzki szpic pasterski – rasa psa w typie szpica, wyhodowana na Islandii jako pies pasterski do zaganiania zwierząt gospodarskich.

## Rys historyczny
Przodkowie rasy zostali sprowadzeni na Islandię przez wikingów w latach 874–930.. Rasa jest prawdopodobnie spokrewniona z norweskim buhundem. W połowie XX wieku na skutek dziesiątkujących epidemii populacja psów na wyspie uległa gwałtownemu zmniejszeniu. Do tego stopnia, że w latach 60. XX wieku istnienie rasy zostało poważnie zagrożone. W celu jej ratowania w 1969 roku powstała organizacja Icelandic Dog Breeder Association (HRFÍ). Na przestrzeni pół wieku odbudowano populację szpica islandzkiego. Według danych z 2009 roku największa populacja tych psów występowała w Danii (2241), Islandii (1654), Szwecji (1367), Norwegii (774) i Holandii (725). W Polsce jest to ciągle rzadka rasa, ale jednak występująca.

## Wygląd
Szata i umaszczenie: płowy, rudo-brązowy, czekoladowy, czarny, szary, niedozwolony jest kolor biały. Sierść jest gęsta, przylegająca do ciała. Rasa ta ma szeroko rozstawione uszy i smukłe nogi.

## Zachowanie i charakter
Ma tendencje do szczekania z byle powodu. Przy czym psy przebywające w domostwie (wraz z ludźmi) zachowują się dużo ciszej niż psy trzymane wyłącznie poza domem (w obejściu). Psy strzegące zagrody szczekają bardzo dużo, nawet na daleko oddalone obiekty (rowerzyści, psy, ptaki itd.). Strategia jego stróżowania sprowadza się do systemu wczesnego ostrzegania gospodarzy. Nigdy nie przejawia fizycznej agresji (ataku) względem człowieka, nawet intruza. Szpic islandzki to pies lojalny, lubiący przebywać w centrum zainteresowania, lecz bywa także uparty (zwłaszcza samce).

## Użytkowość
Jest głównie psem pasterskim, lecz nadaje się na stróża oraz psa rodzinnego.

## Klasyfikacja FCI
W klasyfikacji FCI rasa ta została zaliczona do grupy V – Szpice i psy w typie pierwotnym, sekcja 3 – Nordyckie psy stróżujące i pasterskie. Psy tej rasy nie podlegają próbom pracy.